# San Lorenzo in Piscibus
San Lorenzo in Piscibus ou Igreja de São Lourenço no Mercado de Peixes é uma igreja de Roma, Itália, localizada no rione Borgo, em borgo Santo Spirito. É dedicada a São Lourenço de Roma e é uma igreja subsidiária da paróquia de Santa Maria in Traspontina.  Fica perto da Praça de São Pedro e da Cidade do Vaticano, mas sua fachada não é visível a partir da grande via della Conciliazione.
O cardeal-diácono da diaconia de São Lourenço em Piscibus, criada em 24 de novembro de 2007 pelo papa Bento XVI, é Paul Josef Cordes, presidente-emérito do Pontifício Conselho Cor Unum.

## Nome
O primeiro documento a fazer referência a esta igreja é de 1143, com o nome de S. Laurentius in porticu maiore ("São Lourenço perto do Grande Pórtico"), uma referência ao grande pórtico que, na Idade Média, ligava a Ponte Élio à Antiga Basílica de São Pedro atravessando o Borgo.
O título "in piscibus", que apareceu pela primeira vez numa bula do papa Inocêncio III de 1205, significa, literalmente, "perto dos peixes". Trata-se de uma referência ou de um mercado de peixes nas imediações ou à família romana Piscibus. Outras variantes conhecidas são "de piscibus" ("dos peixes"), "ad pisces" ("perto dos peixes") e "in Borgo" ("no Borgo"). Era também conhecida como San Lorenzolo ou Lorenzino, "Pequeno São Lourenço", uma referência ao seu tamanho diminuto.

## História

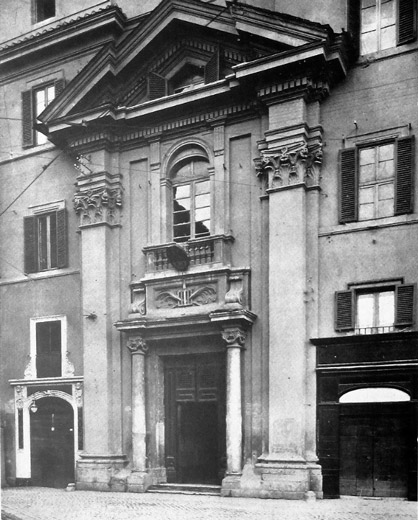
Antiga fachada no Borgo Santo Spirito, demolida na década de 1930.

### Primeiras tradições
Existe uma tradição de que a igreja atual foi construída no local de uma mais antiga, dedicada a Santo Estêvão ou Santa Gala, uma viúva romana do século VI. A estrutura mais antiga, que abrigava um mosteiro para mulheres, foi provavelmente destruído durante as invasões bárbaras. Foi depois reconstruída em homenagem a São Lourenço.

### Períodos medieval e renascentista
A menção à igreja em 1143 é na obra "Ordo Romanus", de Bento, o Cônego. Nos séculos XIII e XIV, o edifício ficou sob os cuidados da Basílica de Latrão, como atestado por um inventário coletado por Nicola Frangipani durante o pontificado do papa Bonifácio VIII (r. 1294–1303). Lá, ela aparece com o cognome in piscibus, mas com um descritivo adicional estabelecendo sua localização: "na Cidade Leonina, perto do pórtico da Basílica do Príncipe dos Apóstolos" (em latim: "in civitate Leoniana iuxta Porticum Basilicae Principis Apostolorum").
Durante a Idade Média, a administração da igreja foi transferida para os cônegos do capítulo da basílica vaticana, como se atesta em bulas do papa Inocêncio III (15 de outubro de 1205) e do papa Gregório IX (22 de junho de 1228). A igreja foi reformada em 1417, segundo um documento no arquivos de São Pedro, mas a fonte não deixa claro quem ficou encarregado da obra. Ottavio Panciroli atribuiu a reforma ao cardeal inglês chamado "Tommaso Armellini" — possivelmente uma referência a Thomas Langley — mas Hülsen considera a referência uma confusão com Francesco Armellini, cardeal-camerlengo do papa Leão X.
A igreja abrigou as irmãs clarissas por algum tempo, até que Leão X as mudou para outro local e as substituiu por uma comunidade leiga da vizinha Santo Spirito in Sassia. Foi nesta época que a estrutura da igreja, cuja fachada está no lado sul da Piazza Rusticucci, logo depois da confluência com o Borgo Vecchio (tudo destruído entre 1936 e 1937 durante a demolição da Spina di Borgo), foi incorporada pelos palácios vizinhos das famílias nobres e acabou tornando-se uma capela privada da família Cesi, donos do local. O santuário foi reformado em estilo barroco em 1659 pelo arquiteto Francesco Massan, um sócio de Borromini. No mesmo ano, a igreja passou para as mãos dos piaristas, que depois acrescentaram uma fachada com duas entradas, projetada por Domenico Navona (1733) e que hoje não existe mais.

### Declínio e desconsagração
A igreja permaneceu com os padres piaristas até o início do século XX. Porém, a região passou por grandes mudanças quando a parte central do rione Borgo, a Spina di Borgo, foi demolida para permitir a construção da moderna via della Conciliazione. No decurso da construção da via, que se estendeu de 1936 a 1950, a fachada foi completamente removida e o edifício foi escondido no interior do lado esquerdo do pátio de propileus que delimitam a piazza Pio XII. Na mesma época, o interior também foi reformado. Os arquitetos, Galeazzi & Prandi, tentaram num primeiro momento salvar a decoração barroca, mas, por conta do grande custo e da ameaça de desmoronamento, eles decidiram devolver a igreja a uma condição românica supostamente original, eliminando diversas diversas adições posteriores e eliminando quaisquer vestígios barrocos.
A igreja foi vendida pelo governo italiano para  a Santa Sé em 1941 e ela acabou, consequentemente, sendo desconsagrada por ser redundante. Foi depois convertida em um salão de estudos para a Scuola Pontificia Pio IX e, depois, utilizada como estúdio do escultor Pericle Fazzini, que esteve ali enquanto trabalhava em sua enorme "A Ressurreição", destinada a Sala Paulo VI, entre 1970 e 1977.

### Restituição e uso atual
O papa São João Paulo II viu a antiga igreja, na época mais ou menos escondida e esquecida, como uma potencial sede para um centro ministerial para jovens no Vaticano. Ele reconsagrou-a com uma missa jovem especial em 1983, expressando seu desejo de que ela se tornasse "uma estufa de evangelização repleta de fé". A igreja ainda hoje abriga o "Centro San Lorenzo", supervisionado pelo Pontifício Conselho para os Leigos.

## Arquitetura
O interior da igreja está dividido em três naves, separadas por doze colunas reaproveitadas de mármore cinza. O teto é de treliças de madeira e tanto a nave quanto a abside são de tijolos expostos. Uma pequena e esguia torre sineira do século XII sobrevive à esquerda da fachada de forma quadrada com janelas altas com mainéis, com pilares no nível mais baixo e pequenas colunetas no campanário.
Sobre o altar-mor ficava antigamente uma imagem do "Casamento da Virgem", de Niccolò Bertoni, um aluno de Carlo Maratta.

## Galeria

Imagens da igreja
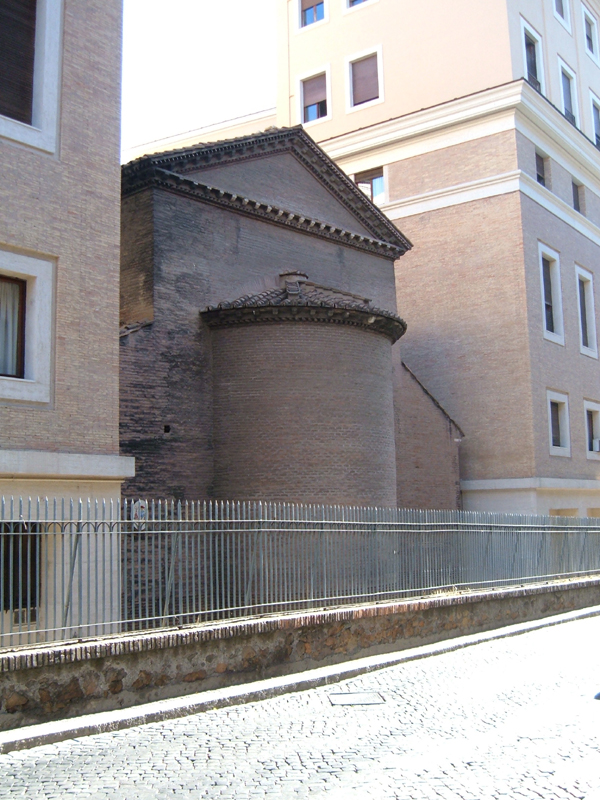
Outra vista do exterior.
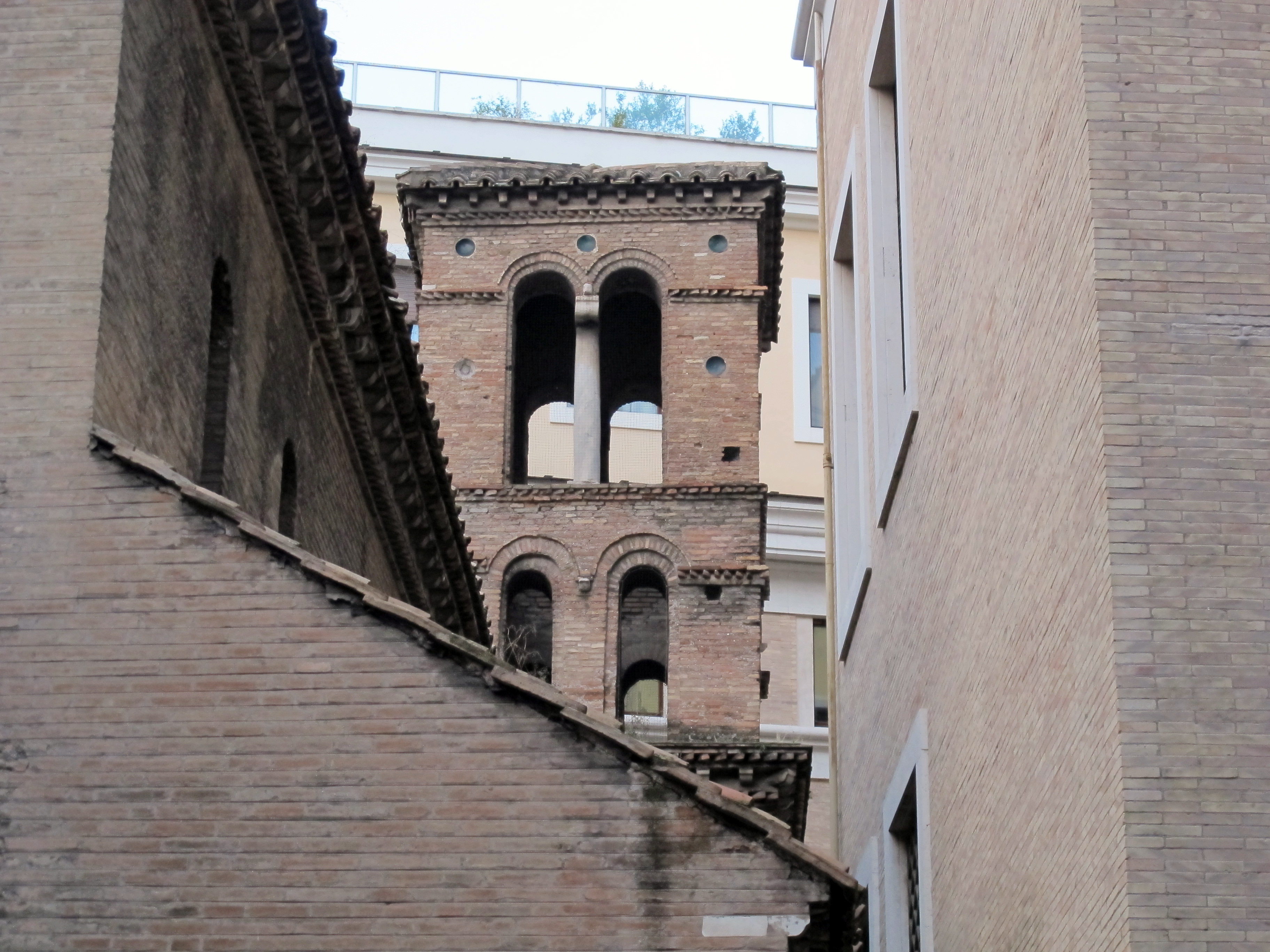
O campanário do século XII.
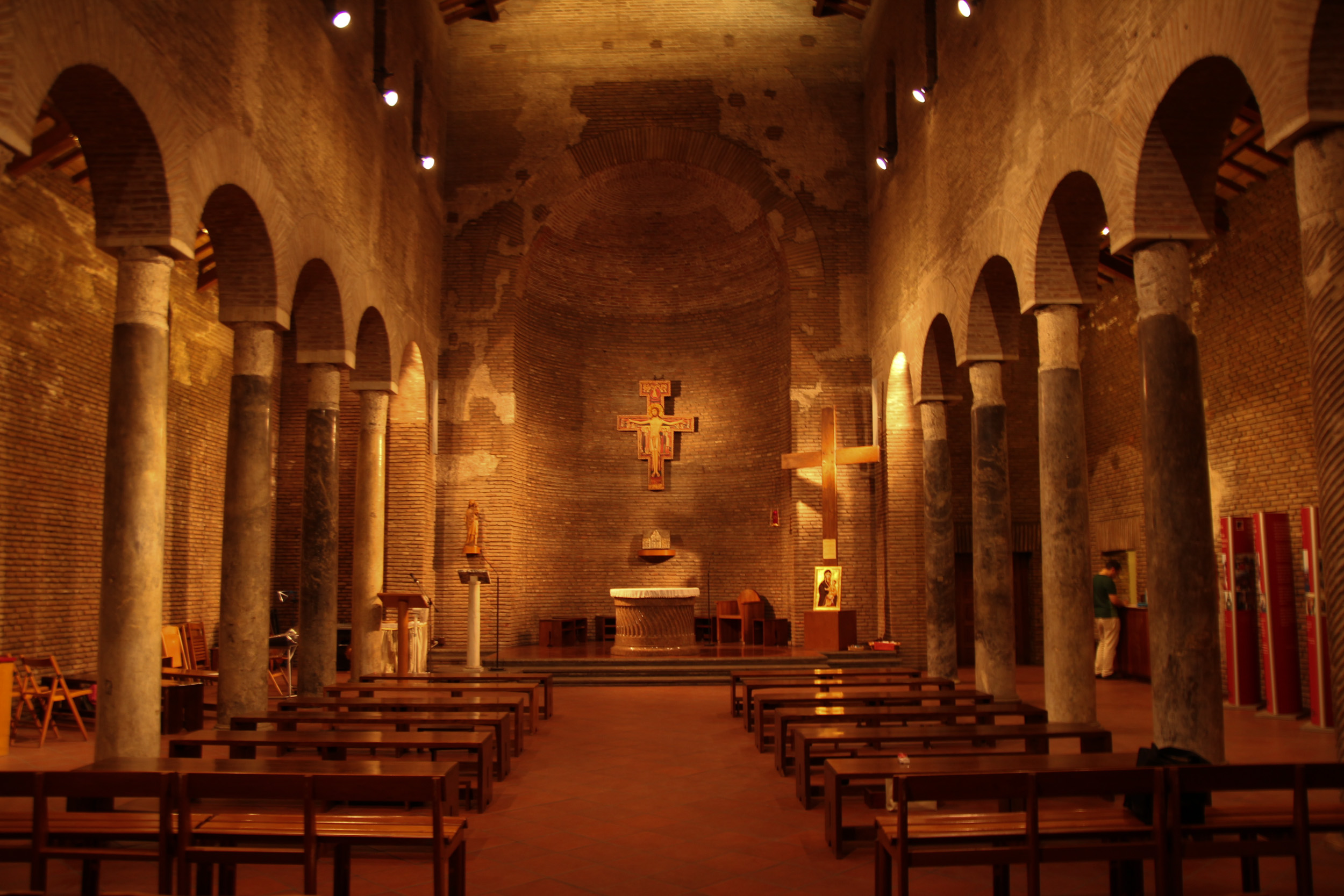
Vista do interior.
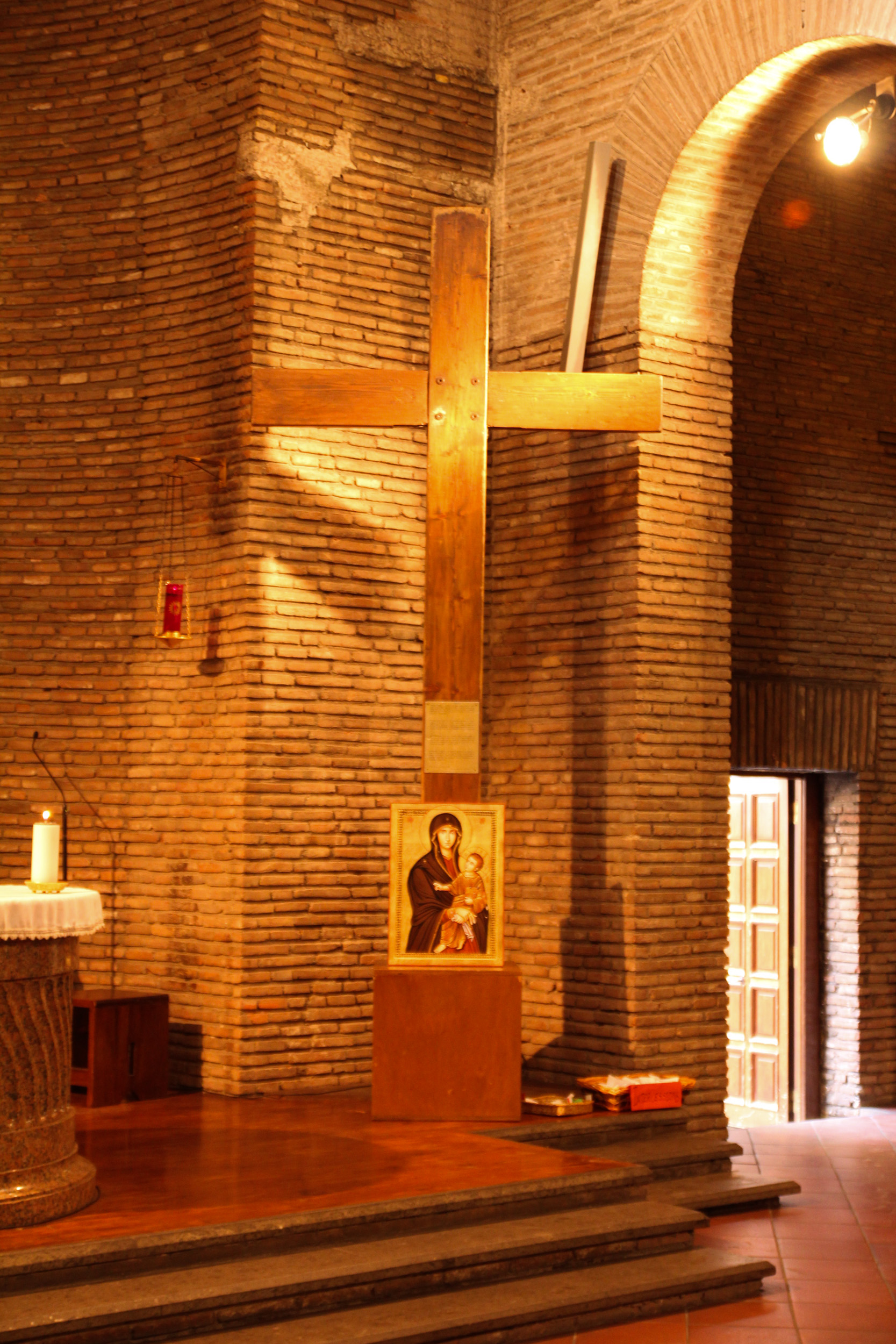
Crucifixo e ícone da Jornada Mundial da Juventude.